# Kartka pocztowa

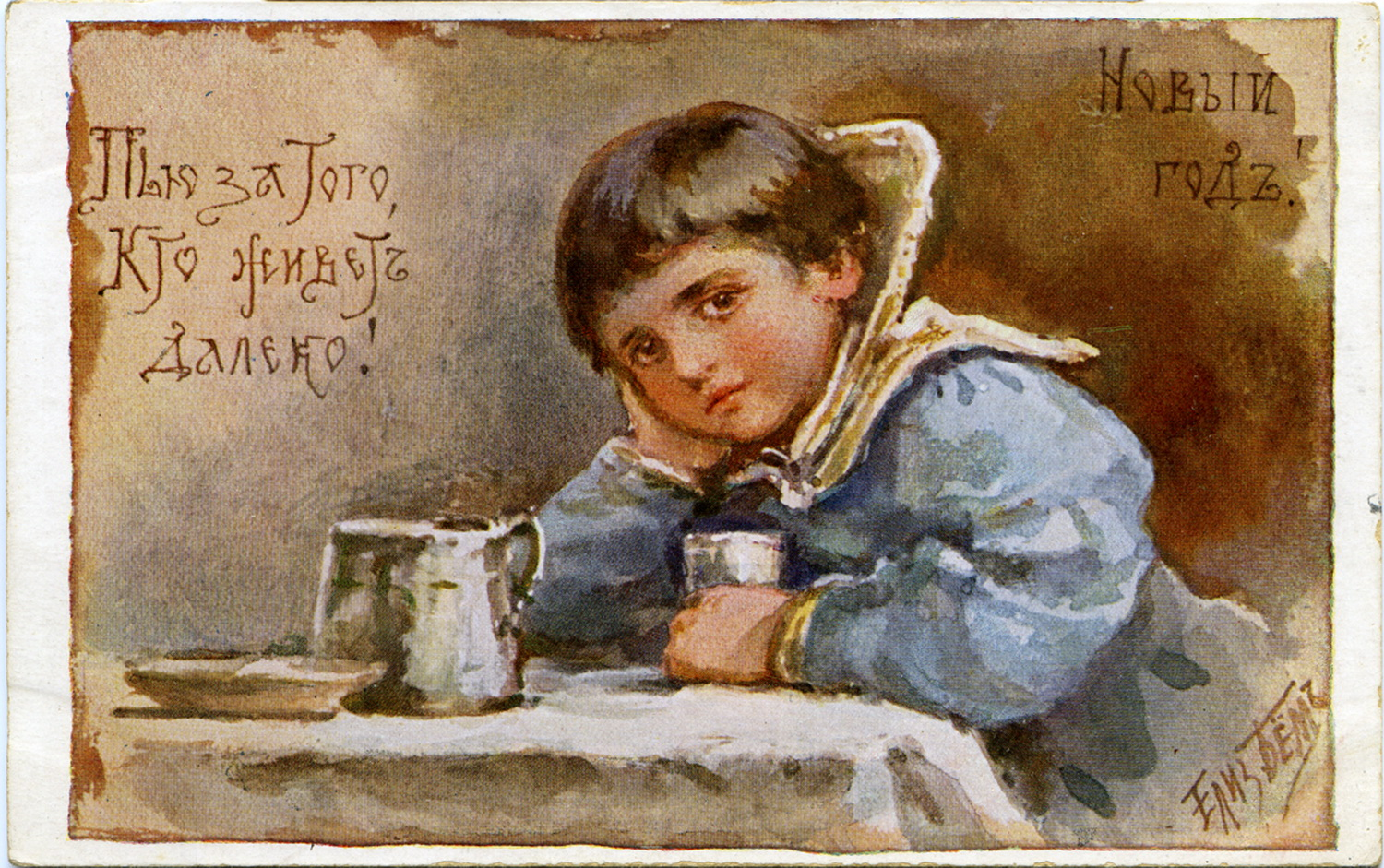
Stara rosyjska pocztówka autorstwa Jelizawiety Böhm

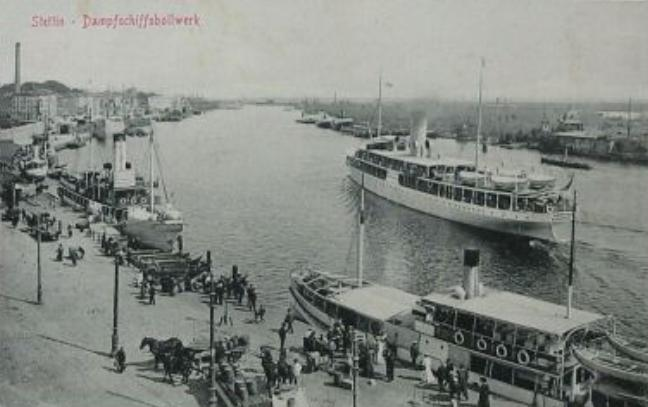
Niemiecka widokówka przedstawiająca port w Szczecinie, datowana na ok. 1900 rok

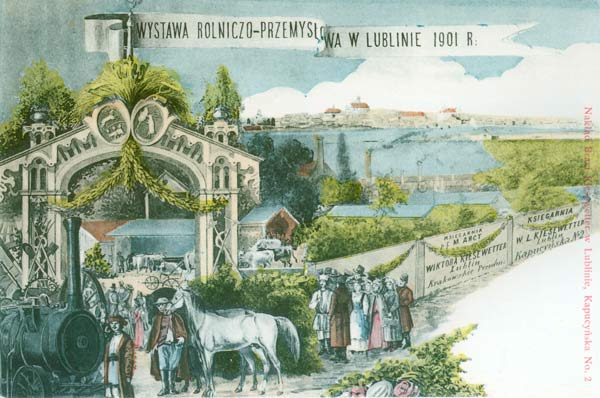
Pocztówka z widokiem terenów Wystawy Rolniczo-Przemysłowej w 1901 roku w Lublinie

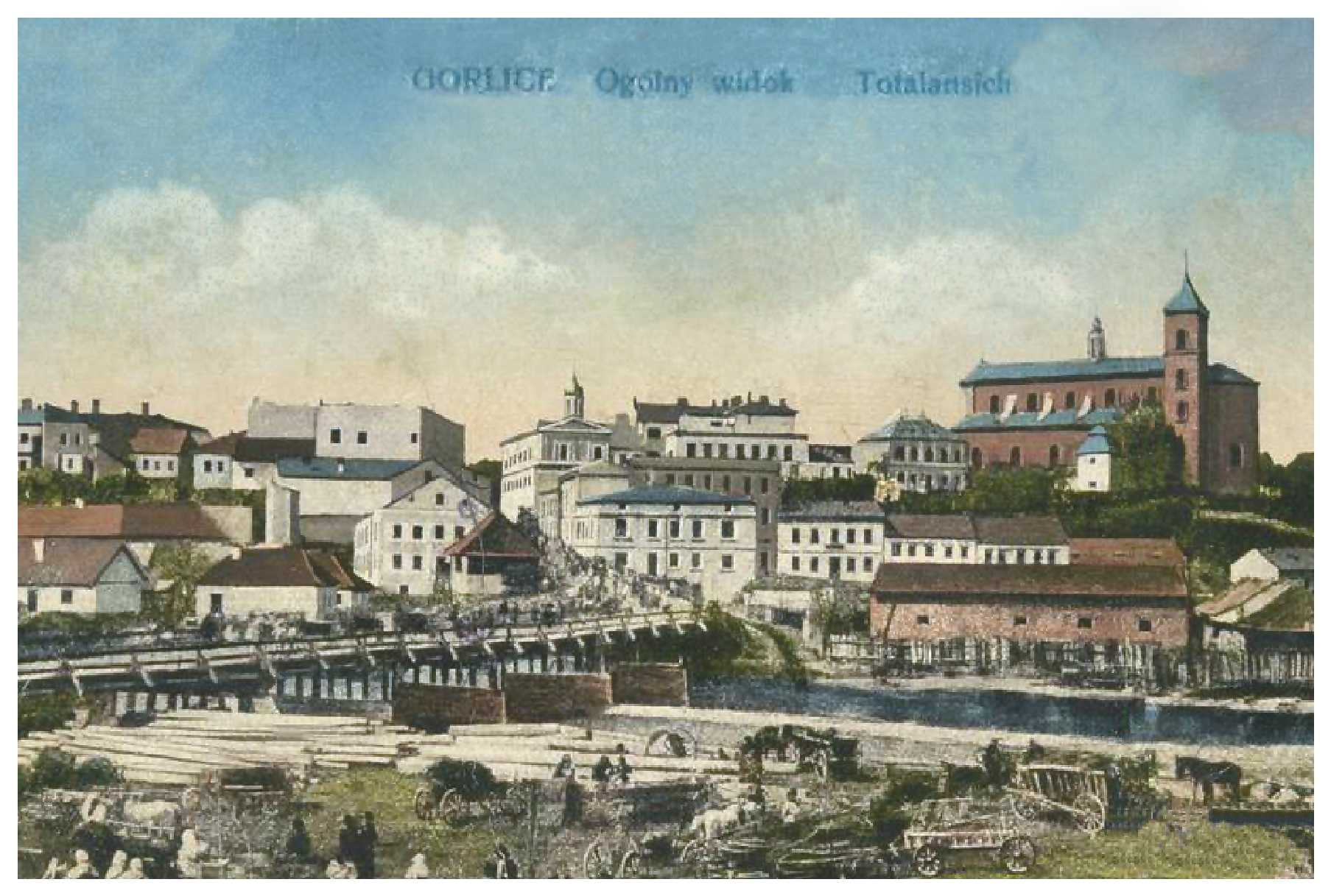
Pocztówka z Gorlic z początku XX w.

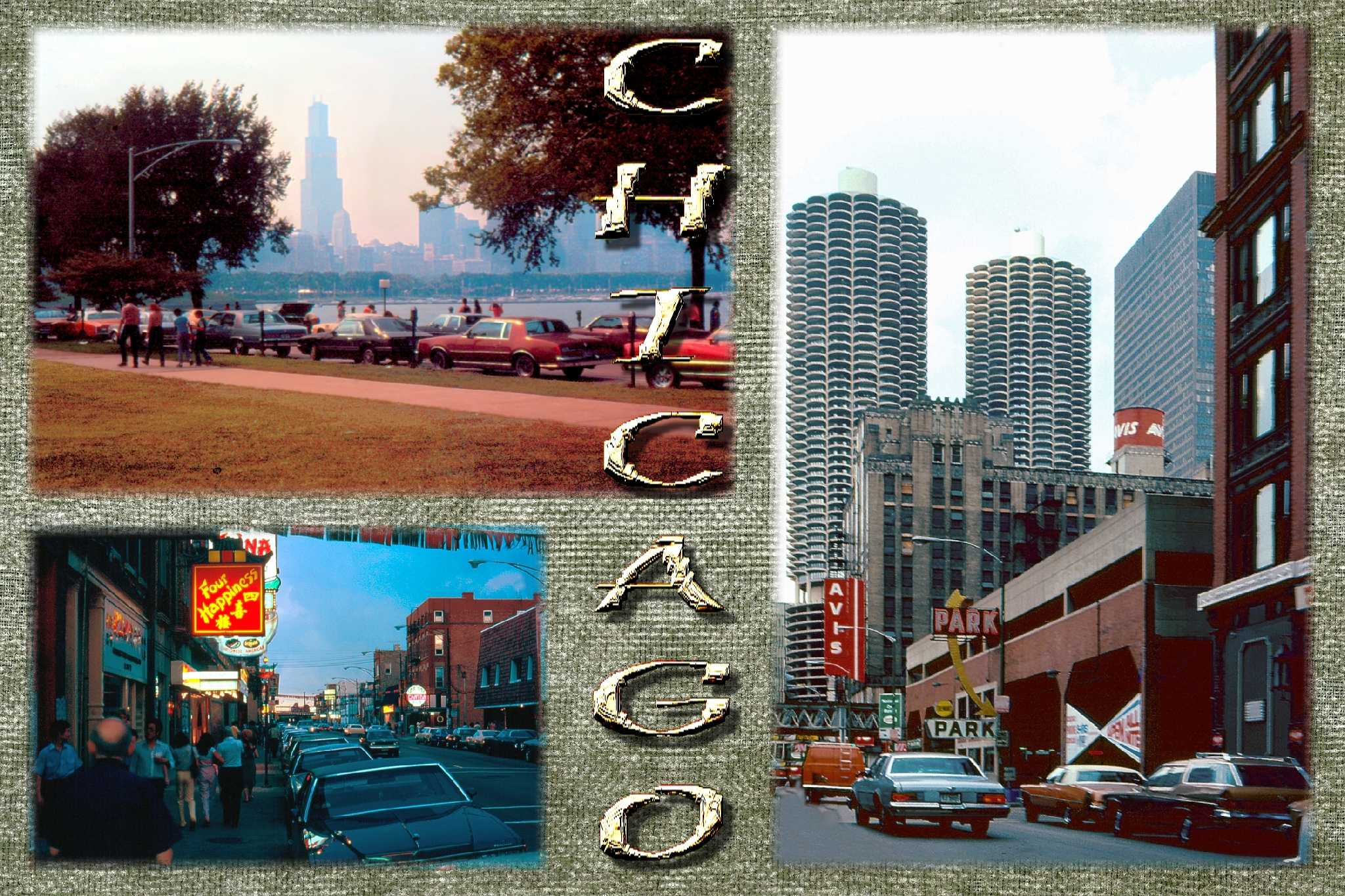
Współczesna pocztówka tzw. składanka

Kartka pocztowa (karta pocztowa, pocztówka, widokówka, wcześniej zwana także odkrytką) – najczęściej prostokątna, kartonowa kartka służąca do krótkiej korespondencji, często wysyłana nieopakowana w kopertę. Zazwyczaj jedna ze stron kartki pocztowej podzielona jest na dwa pola: lewe, przeznaczone na treść korespondencji oraz prawe z miejscem na wpisanie adresata i naklejenie znaczka pocztowego. Na odwrocie najczęściej wydrukowany jest obrazek. Kartki pocztowe są przedmiotem pożądania wielu kolekcjonerów, tzw. deltiologów.

## Historia pocztówki
Nie ustalono jednego autora pierwszej kartki pocztowej. Znane są jednak nazwiska kilku osób, które stworzyły pierwowzór pocztówki:
- 1840 – brytyjski pisarz Theodore Hook wysyła pierwszą kartę pocztową do samego siebie[1];
- 1 października 1869 – wychodzi pierwsza odkryta „karta korespondencyjna” monarchii austro-węgierskiej, w wersji z herbem cesarskim w Austrii, orłem dwugłowym na Węgrzech[2];
- lipiec 1870 – niemiecki księgarz August Schwartz nadrukował w narożu strony adresowej karty korespondencyjnej ilustrację przedstawiającą artylerzystę. August Schwartz i Heinrich von Stephan wydrukowali w tym czasie serię 25 pocztówek, dającą początek przemysłowi kart widokowych[3]
- listopad 1870 – księgarz francuski Leon Besnardeau wydrukował pełną ilustrację na adresowej stronie pocztówki
- 1870 – Serb Petar Manojlović wydrukował w Wiedniu pocztówkę z wyobrażeniem latającego smoka (inna data: 19 maja 1871)[4];
- 1872 – Niemiec Franz Rorich umieścił ilustrację na stronie przeznaczonej na korespondencję;
- 18 lipca 1872 – pierwsza niemiecka karta pocztowa (data umieszczona na kasowniku pocztowym kartki) przedstawiająca Getyngę. Widok fragmentu starego miasta umieszczono na awersie pocztówki, pozostawiając na rewersie miejsce na znaczek i adres[5][6]
- 1 października 1870 – pojawia się w Londynie pierwsza ilustrowana angielska karta korespondencyjna;
- pierwsza połowa 1872 – pierwsza karta widokowa na terenie Niemiec w formie istniejącej do 1905 roku z ilustracją umieszczoną na awersie a miejscem na znaczek i adres odbiorcy na rewersie.

Najstarszą kartę pocztową z 1840 roku zakupił w marcu 2002 roku Eugene Gomberg. Łotewski kolekcjoner zapłacił na aukcji 31 750 funtów brytyjskich.

## Pocztówka w Polsce
Twórcą słowa pocztówka jest Henryk Sienkiewicz; pisarz zgłosił je w konkursie na odpowiednik francuskiego wyrażenia oznaczającego kartkę korespondencyjną w dniu 27 listopada 1900 roku.
W roku 1904 na łamach magazynu „Listek. Pismo ilustrowane poświęcone pocztówkom” ukazał się artykuł o rosnącej popularności pocztówek. Autor tekstu „Czy manja?” przywoływał liczbę 60 tysięcy rubli, którą zapłacili hurtownicy za sprowadzone kartki pocztowe.
„Czyżby więc zbieracze pocztówek zasługiwali na lekceważące miano manjaków? Ha, zobaczymy. Zwiedzając muzea, galerje, salony sztuki, aby utrwalić osiągnięte wrażenia i właściwy wyciągnąć z nich pożytek nabywamy katalogi, albumy, oddzielne reprodukcje, bądź fotografje, skrzętnie i z lubością kolekcjonując takowe”.
W 1939 roku w artykule „Widokówki w nauczaniu geografii” Franciszek Mączak z Krzemieńca dowodził z kolei, że pocztówki mają duża wartość w procesie dydaktycznym.
„Główna wartość stosowania ilustracji polega na tym, że stanowią one namiastkę niemożliwej w codziennej praktyce a fundamentalnej pod względem znaczenia autopsji, o której wcześniej wspomniałem, że pozwalają przynajmniej wzrokowo zapoznać się z krajobrazem, działalnością człowieka, warunkami jego życia, itd.”.

## Rodzaje kartek pocztowych
- Widokówka – kartka pocztowa z pejzażem lub fotografią miasta, okolicy itp. na odwrocie, wysyłana z podróży, urlopu, wakacji, której adresatem są np. członkowie rodziny, znajomi, przyjaciele czy znajomi z pracy.

- Kartka okolicznościowa – kartka pocztowa z gratulacjami, życzeniami itp. wysyłana z okazji różnych uroczystości, które obchodzi adresat, np. z okazji (urodzin, imienin czy też rocznic). Kartki okolicznościowe często mają niestandardowy format oraz kształt, nierzadko są składane, potrafią odgrywać melodyjkę, a nawet mają wpisaną gotową treść życzeń. Przeważnie są wysyłane w kopertach. Zobacz też: kartka świąteczna
- Kartka korespondencyjna – zwykła kartka pocztowa bez specjalnego przeznaczenia, pozbawiona obrazka na odwrocie. Często używana do przesyłania kuponów konkursowych z np. rozwiązaniami krzyżówek.
- Całostka pocztowa – pocztówka z nadrukowanym znaczkiem opłaty.